# Альварес Де Кастро
Альварес Де Кастро Маріано (Mariano Álvarez de Castro, 1749—1810) - іспанський генерал, який заслужив відомість як один з героїв війни за незалежність Іспанії 1808-14. 

## Життєпис
Він командував гарнізоном фортеці Жерона в Провінції Каталонії, який протягом дев'яти місяців став представником опір переважаючим силам французьких військ. Після того, як фортецю було захоплено французами, Альварес був поміщений в тюрму та помер там.